# Argeș (rivière)
Pour les articles homonymes, voir Arges.
L'Argeș est une rivière du sud de la Roumanie. Elle prend sa source dans les Alpes de Transylvanie et est un affluent du Danube.

## Hydronymie
On pense que la rivière est la même que Ὀρδησσός Ordessus, un nom mentionné par l’historien grec antique Hérodote. Elle est connue dans l'Antiquité comme Argessos, Ardeiscus ou Ordessus.
L’origine du toponyme Argeș n’est pas claire. Traditionnellement, on considérait qu’il était dérivé de l’ancien nom, à travers un terme reconstruit, *Argessis. La capitale du chef dace Burebista s’appelait Argedava, mais il semble qu’elle n’ait aucun lien avec le nom de la rivière.
Une alternative fait dériver le nom de la rivière d’un mot petchénègue, translittéré en roumain comme argiș (signifiant « terrain plus élevé »). Les premières variantes enregistrées du nom, se référant à la ville de Curtea de Argeș (litt. « La Cour sur l’Argeș »), suggèrent également une dérivation de ce mot : Argyas (1369), Argies (1379), Arghiș (1427), la rivière prenant probablement le nom de la ville.

## Géographie
L'Argeș est une rivière du sud de la Roumanie faisant partie du bassin hydrographique du Danube. Elle naît à 2 030 m d'altitude dans les monts Făgăraș appartenant aux Alpes de Transylvanie. Elle se jette dans le Danube à hauteur d'Oltenița.

## Principales villes traversées
Elle arrose les villes de Pitești et Curtea de Argeș.
Elle a pour affluents la Valsan, le Râul Doamnei, le Râul Târgului, la Bratia, la Bughea, le Râncaciov, le Carcinov, le Neajlov, le Sabar, le Potop, la Colentina et la Dâmbovița.

## Lacs et barrages
- Lac Vidraru / Barrage Vidraru

## Histoire
Lors de la Première Guerre mondiale, le général roumain Constantin Prezan livre la dernière bataille le 3 décembre 1916 sur les bords de l'Argeș pour défendre Bucarest contre les forces austro-allemandes. 